# Tornavacas
Tornavacas és un municipi de la província de Càceres, a la comunitat autònoma d'Extremadura (Espanya).
El viatger després d'a-travessar el port del mateix nom, i d'aturar-se en l'impressionant mirador s'ha d'aturar, i baixar per la zigzaguejant carretera de gran pendent, per arribar a la població de Tornavacas.
Antiga capital del senyoriu dels Alvárez de Toledo, era el primer poble que assolien els ramats de la Mesta provinents de Castella. Fruit de la seva prosperitat fou l'ennobliment dels habitatges, molts dels quals, exhibeixen blasons nobiliaris i llindes de granit, com la casa en la que pernoctà Carles V, en el carrer ?Real de Abajo, camí de la seva residència al monestir de Yuste.
Cal visitar el costell o Marirrollas, el pont Cimero i la Puentecilla, amb el seu templet del segle xviii. En l'església de Nostra Senyora de l'Assumpció, del segle xvii, destaca la capella del Cristo del Perdón, amb una magnifica talla i altres tresors religiosos.

## La Garganta (gola) de los Infiernos
En el terme municipal de Tornavacas s'hi troba gran part del territori de la Reserva Natural Garganta de los Infiernos, en la que hi ha signes molt visibles d'erosió glacial, molt apreciables en les glaceres de San Martín i de la Serrá. A més de gran nombre de cascades i salts d'aigua, hi ha grans bassals d'aigua excavats en la roca. El Centro de Interpretación de la Reserva Natural de la Garganta de los Infiernos (antic Hospital de Pobres), està dedicat a la transhumància i als ecosistemes d'alta muntanya. També destaca la zona d'esbarjo i oci Monte de la Cruz.